# Disciseda
Disciseda là một chi nấm trong họ Agaricaceae. Chi này gồm có 15 loài

## Hình ảnh

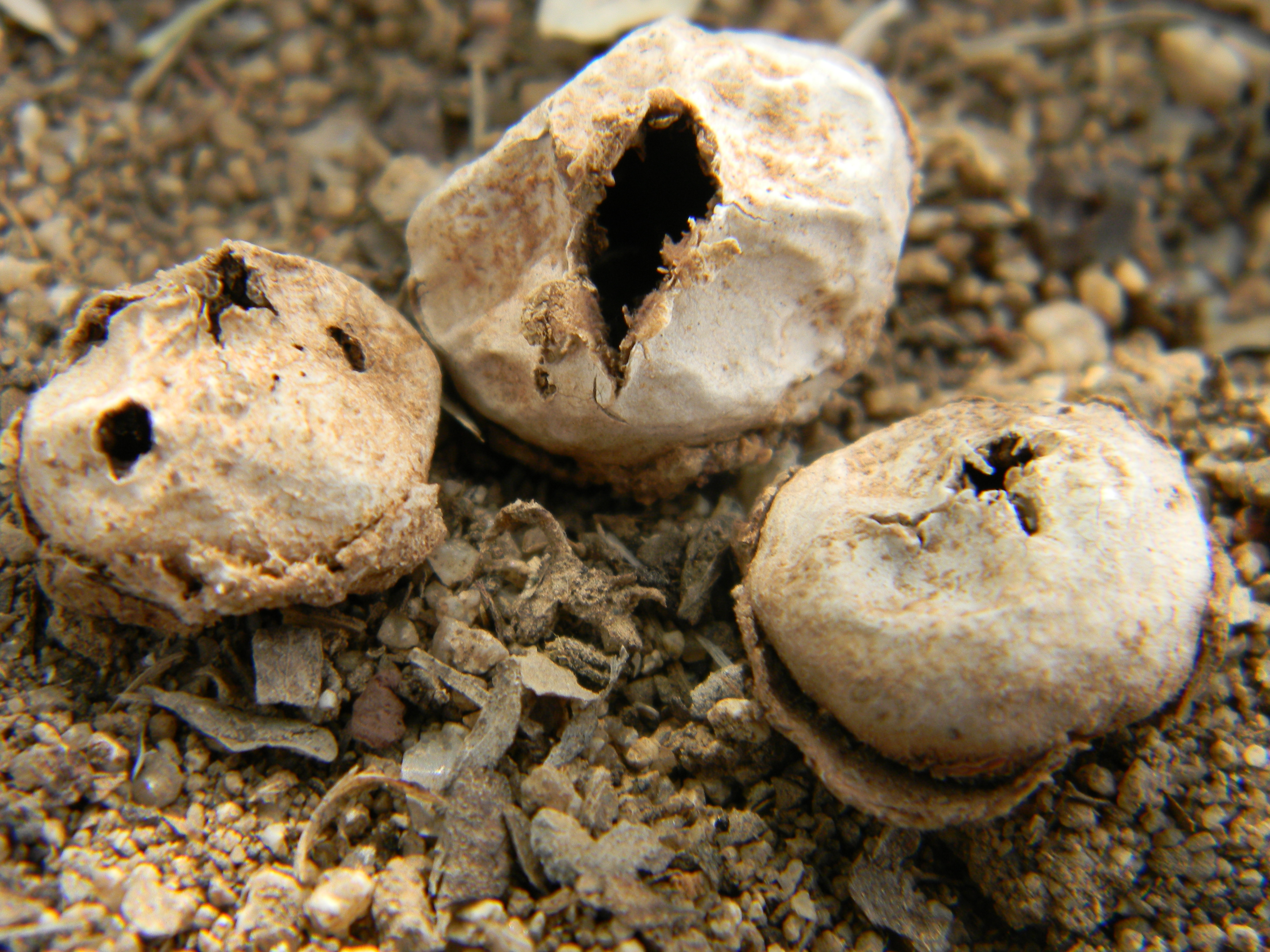

## Các loài
- Disciseda andina
- Disciseda candida
- Disciseda collabescens
- Disciseda errurraga
- Disciseda kaloola
- Disciseda kiata
- Disciseda levispora
- Disciseda luteola
- Disciseda minima
- Disciseda muntacola
- Disciseda nigra
- Disciseda ochrochalcea
- Disciseda singeri
- Disciseda stuckertii
- Disciseda verrucosa